# Космос-2164
Космос-2164 — советский спутник предназначенный для калибровки наземных радаров серии космических аппаратов «Космос», тип Тайфун-1Б. Выведен на орбиту ракетой-носителем «Космос-3М».

## Первоначальные орбитальные данные спутника
- Перигей (км) — 720
- Период обращения вокруг Земли (мин.) — 94,5